# 双花鞘花
双花鞘花（学名：Macrosolen bibracteolatus）为桑寄生科鞘花属下的一个种。

## 扩展阅读
- 維基物種上的相關：双花鞘花